# Saratoga (filme)
Saratoga é um filme de comédia romântica estadunidense de 1937 escrito por Anita Loos e dirigido por Jack Conway. O filme foi protagonizado por Clark Gable e Jean Harlow em sua sexta e última colaboração cinematográfica, e apresenta Lionel Barrymore, Frank Morgan, Walter Pidgeon, Hattie McDaniel e Margaret Hamilton.
Jean Harlow morreu antes da filmagem ter terminado, e foi completado usando uma substituta. Saratoga foi a maior bilheteria da MGM de 1937.

## Sinopse
Duke Bradley vive de apostas em corridas de cavalo. É muito amigo do vovô Clayton e Frank, cuja filha Carol Clayton vai se casar com o rico Hartley Madison. O que a maioria não sabe é que Frank Clayton está quebrado e com um sério problema no coração. Por esse motivo, ele entrega à Duke a escritura da fazenda da família para pagar dívidas de jogo. Após a morte de Frank, Duke vê uma grande oportunidade de ganhar dinheiro ao aceitar as apostas de Hartley, mas Carol está disposta a não tirar proveito do noivo e insiste em casar somente após pagar a dívida com Frank e recuperar a fazenda. Nesse processo, Carol e Duke descobrem que estão apaixonados, mas para ficarem juntos, precisam superar todos os obstáculos.

## Elenco
- Clark Gable ... Duke Bradley
- Jean Harlow ... Carol Clayton

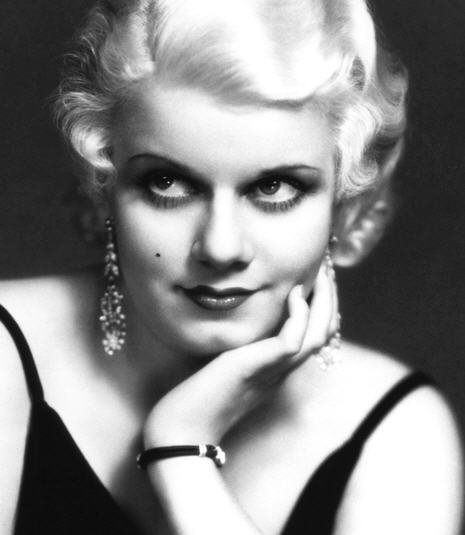
Saratoga foi o último filme da atriz Jean Harlow.

- Lionel Barrymore ... Grandpa Clayton
- Frank Morgan ... Jesse Kiffmeyer
- Walter Pidgeon ... Hartley Madison
- Una Merkel ... Fritzi
- Cliff Edwards ... Tip
- George Zucco ... Dr. Harmsworth Bierd
- Jonathan Hale ... Frank Clayton
- Hattie McDaniel ... Rosetta
- Frankie Darro ... Dixie Gordon
- Henry Stone ... Hand-Riding Hurley
- Dennis O'Keefe ... Segundo Licitante / Dançarino na festa (sem créditos)